# Pseudapis illepida
Pseudapis illepida là một loài Hymenoptera trong họ Halictidae. Loài này được Walker mô tả khoa học năm 1871.